# Cyathea incisoserrata
Cyathea incisoserrata är en ormbunkeart som beskrevs av Edwin Bingham Copeland. Cyathea incisoserrata ingår i släktet Cyathea och familjen Cyatheaceae. Inga underarter finns listade.